# Karaağaç, Sındırgı
Karaağaç là một xã thuộc huyện Sındırgı, tỉnh Balıkesir, Thổ Nhĩ Kỳ. Dân số thời điểm năm 2010 là 307 người.